# Farmers Trading Company
Farmers Trading Company Ltd (onder de merknaam Farmers) is een Nieuw-Zeelandse warenhuisketen in het middensegment. Farmers, met het hoofdkantoor in Flat Bush, Auckland, exploiteert 59 winkels in Nieuw-Zeeland Het assortiment biedt onder meer gezinsmode, schoonheidsproducten, huishoudelijke artikelen, meubels, grote apparaten en witgoed.

## Geschiedenis

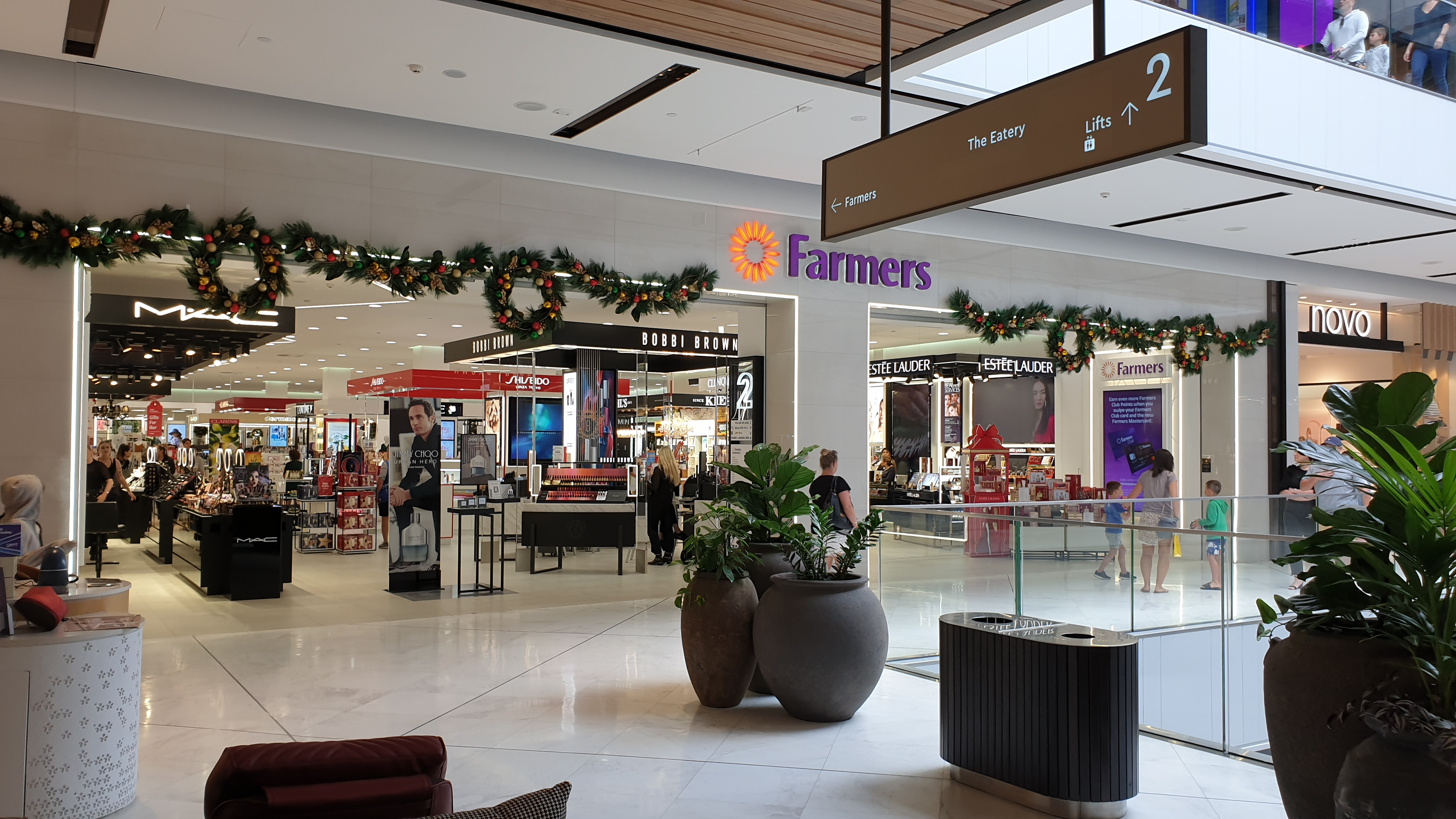
Farmers warenhuis in Westfield Newmarket

Robert Laidlaw richtte in 1909 Laidlaw Leeds op, een bedrijf dat landbouwbenodigdheden verkocht via postordercatalogi, naar een succesvol Amerikaans model. In 1910 richtte een groep leden van de Farmers Union uit Auckland de Farmers Union Indenting and Trading Association op.  In 1916 werd de handelsvereniging omgezet in de Farmers' Union Trading Co (Auckland) Ltd.
In 1917 benaderde de Farmers' Union Trading Company Laidlaw Leeds met een aanbod om te fuseren, wat Laidlaw accepteerde; hij werd de directeur van de nieuwe onderneming, de Farmers' Trading Company. Het bedrijf breidde zich al snel uit naar de detailhandel en opende warenhuizen. Er was ook een ouder, niet-gerelateerd Farmers Department Store in Sydney, Australië.

### Van postorder naar winkels
Het operationele centrum was een hoogbouwmagazijn en kantorencomplex aan Hobson Street in Auckland. In 1920 werd in het gebouw een winkelruimte voor het publiek geopend. De coöperatie kocht in 1920 ook veel lokale winkels in de provincie Auckland, tegen die tijd had het 32 winkels en bood het preferente aandelen aan, aan zijn stedelijke leden.
In de jaren dertig werd aan het oudere gebouw uit 1914 een grote vleugel aangebouwd, waarin nu de Harbour View Tea Rooms zijn gevestigd. De betrokken architect, R.A. Lippencott, gaf het uitgebreide gebouw ook een nieuwe voorgevel in de nieuwe moderne Art Deco- stijl. Hobson Street was geen goede locatie voor een warenhuis. Laidlaw regelde een gratis bus om mensen van Queen Street naar de winkel in Hobson Street te vervoeren, naar Amerikaans voorbeeld. Dit werd later uitgebreid met een gratis tram naar Karangahape Road.

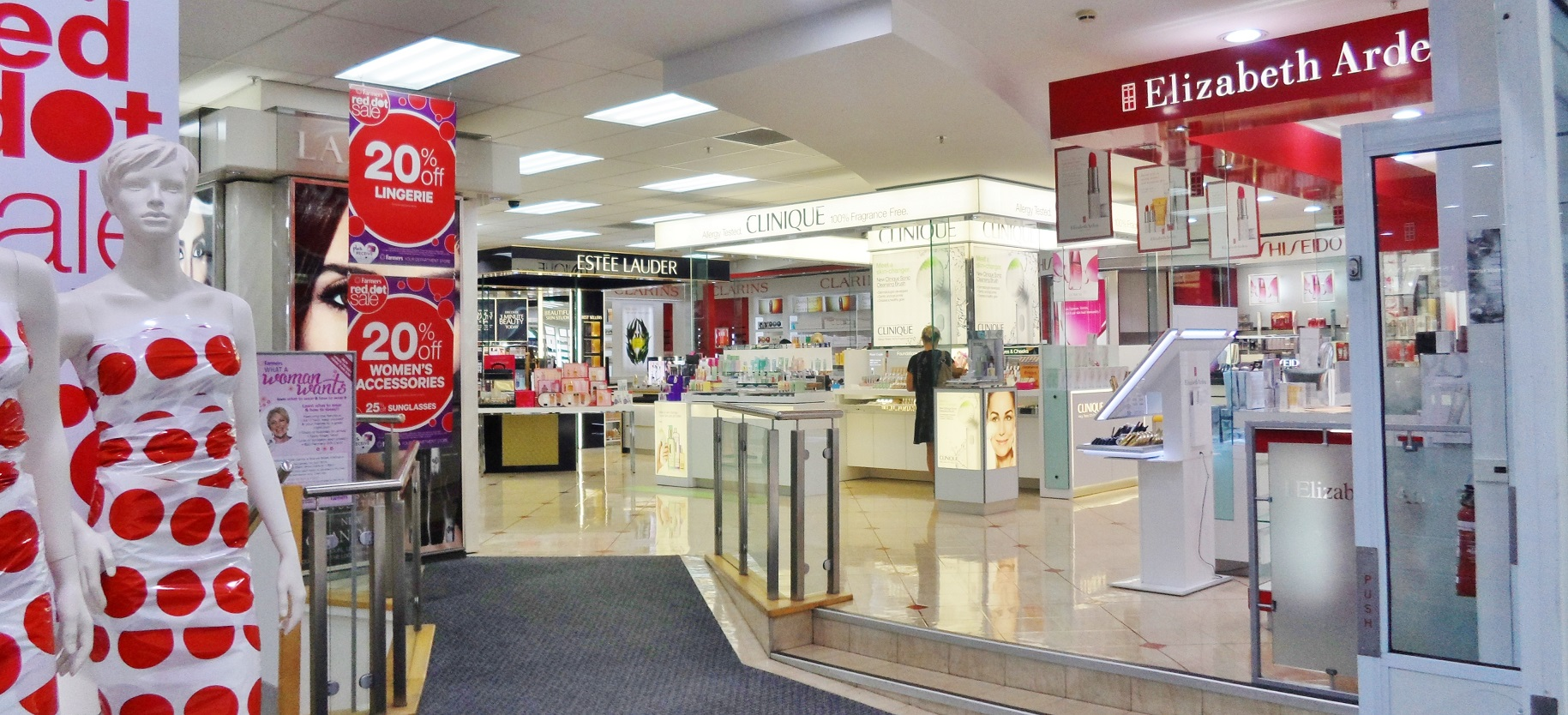
Cosmetica bij Farmers Lambton Quay

In de loop der jaren werden de aangrenzende terreinen volgebouwd met opslagruimtes en kantoorgebouwen voor de groeiende onderneming. Laidlaw, een geheelonthouder, besloot de pub ernaast, The Grosvenor, te kopen en er kantoorruimte van te maken.
Naast de speeltuin op het dak en de tearooms, stond Farmers ook bekend om zijn hoge parkeergebouw dat via een verhoogde luchtbrug met de winkel verbonden was. Zoals veel gebouwen uit de jaren twintig had het gebouw elektrische liften. Naarmate het gebouw groter werd, werden het er steeds meer. De winkel had ook de eerste roltrappen in Auckland, die in 1955 werden geopend door de burgemeester van Auckland City, de heer J.H. Luxford en zijn vrouw. De burgemeester knipte het lint door en het officiële gezelschap ging via de roltrappen naar boven, gevolgd door een menigte nieuwsgierige inwoners van Auckland en de mascotte van de winkel, Hector de papegaai. De acht rijen roltrappen waren de grootste installatie op het zuidelijk halfrond.

### Uitbreiding Zuidereiland
Farmers nam in 1970 Calder Mackay department stores over, een warenhuisketen gevestigd in Christchurch maar met vestigingen verspreid over het Zuidereiland, en werd de grootste warenhuisketen van Nieuw-Zeeland. 
In 1982 kocht Bunting & Co. de Farmers-Haywrights-keten op het Zuidereiland en Farmers kocht 13 winkels van de keten voor $ 12 miljoen, waarmee het aantal winkels op 80 kwam.

### Wijzigingen van eigendom
In 1986 werd Farmers overgenomen door het Nieuw-Zeelandse vastgoedontwikkelingsbedrijf Chase Corporation. Na de ondergang van Chase werd Farmers in 1992 verkocht aan de Nieuw-Zeelandse discountketen DEKA, eigendom van de Maori Development Corporation en de Australische supermarktketen Foodland. Het bedrijf werd hernoemd naar Farmers Deka Ltd. 
Het bedrijf groeide van één winkel in de jaren 1910 naar 56 in 1990. De DEKA-keten sloot in juli 2001 de deuren nadat ze in financiële moeilijkheden raakte bij de concurrentie met de discountwinkels van The Warehouse. Farmers Deka Ltd werd toen omgedoopt tot Farmers Holdings Ltd. 
Nadat de vlaggenschipwinkel in Auckland in 1991 sloot, stond het jarenlang leeg voordat het werd omgebouwd tot een luxe hotel dat in 1998 werd geopend. Momenteel zijn de meeste Farmers-winkels ankerwinkels in winkelcentra, met een aantal grotere winkels in de buitenwijken.

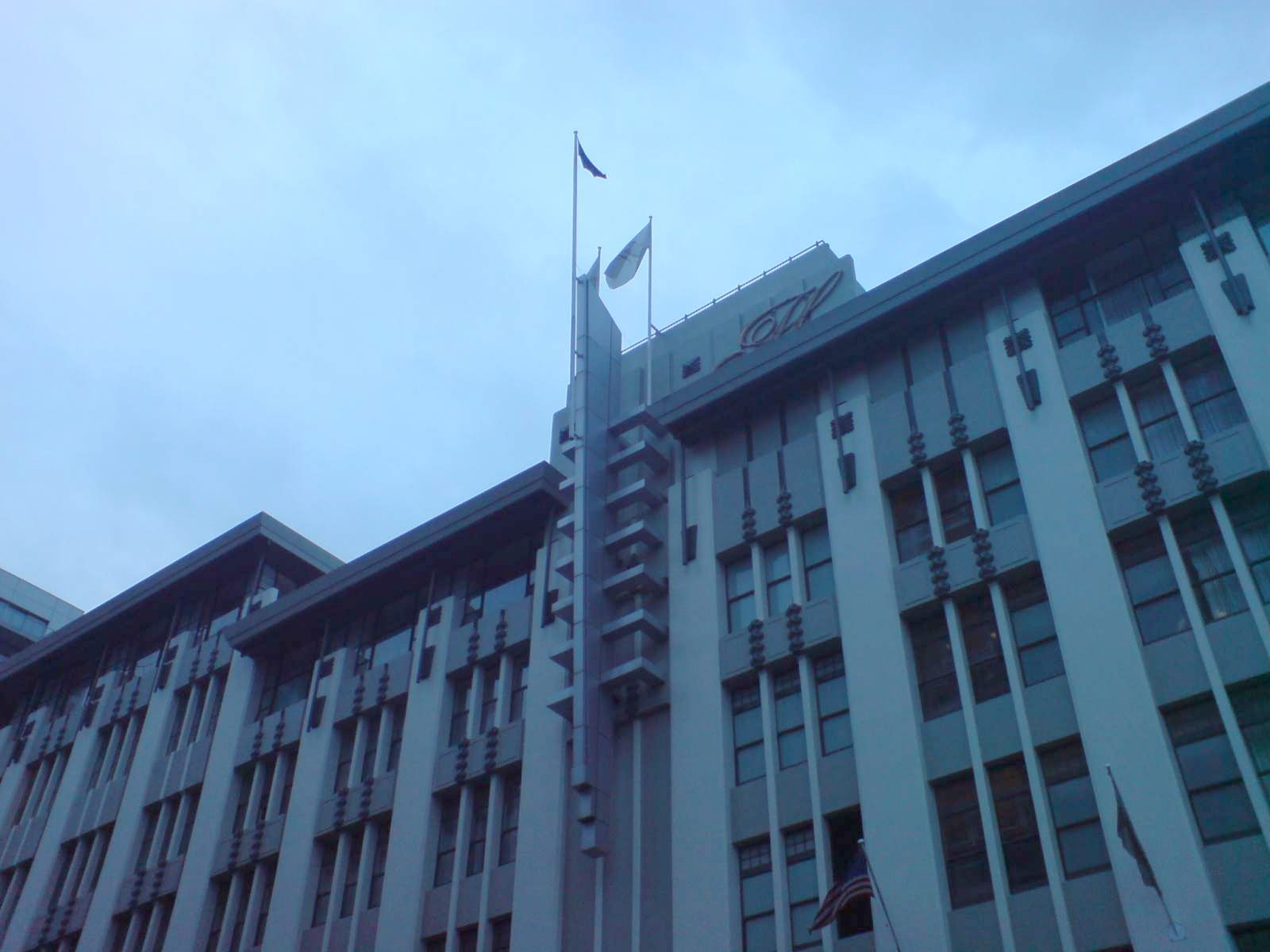
De historische vlaggenschipwinkel in het zakendistrict van Auckland, nu een hotel

In 2003 werd Farmers gekocht door James Pascoe Ltd, waardoor het weer in Nieuw-Zeelandse handen kwam. 
Farmers sloot in 2014 haar winkel aan Queen Street in Auckland in een gehuurd pand, nadat een langlopende huurovereenkomst was beëindigd.  In november 2015 opende het bedrijf een nieuwe winkel op de hoek van Queen en Victoria Streets, voorheen gevestigd door kantoorboekhandel Whitcoulls, en verbouwde deze tot een Farmers-warenhuis met drie verdiepingen. 
In 2021 werden er oproepen gedaan aan Farmers en haar moederbedrijf, de James Pascoe Group, om het geld terug te betalen dat het had ontvangen uit het COVID-19-loonsubsidieprogramma, waarvan Farmers meer dan NZ$ 28 miljoen claimde voor haar ruim 3700 personeelsleden. 
Farmers is van oudsher een middelgrote retailer, vergelijkbaar met Sears of JC Penney in de Verenigde Staten. Met de ontwikkeling van The Warehouse (een Walmart- achtige winkel) besloot Farmers een modieuzer kant op te gaan, met een steeds groter aanbod aan merkproducten. Waar Farmers voorheen concurrentie had van The Warehouse (landelijk) en diverse kleine winkelketens, hebben ze zich nu ver buiten deze discounter weten te positioneren. Farmers ondervinden nog steeds concurrentie van de overgebleven warenhuizen Ballantynes, David Jones en Smith & Caughey's, die geen van allen landelijk gevestigd zijn.

## Galerij

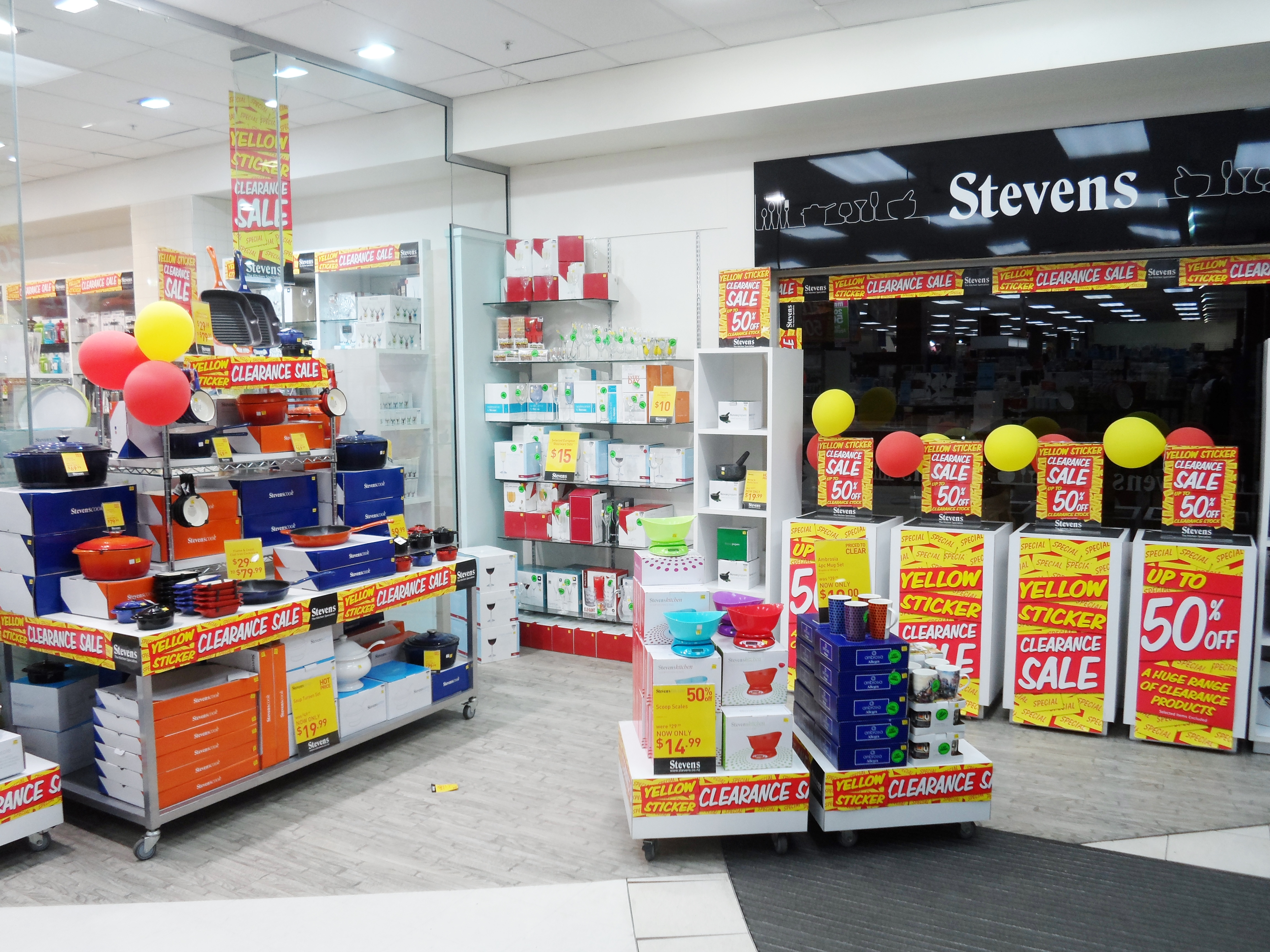
Stevens Dunedin binnen Farmers Dunedin
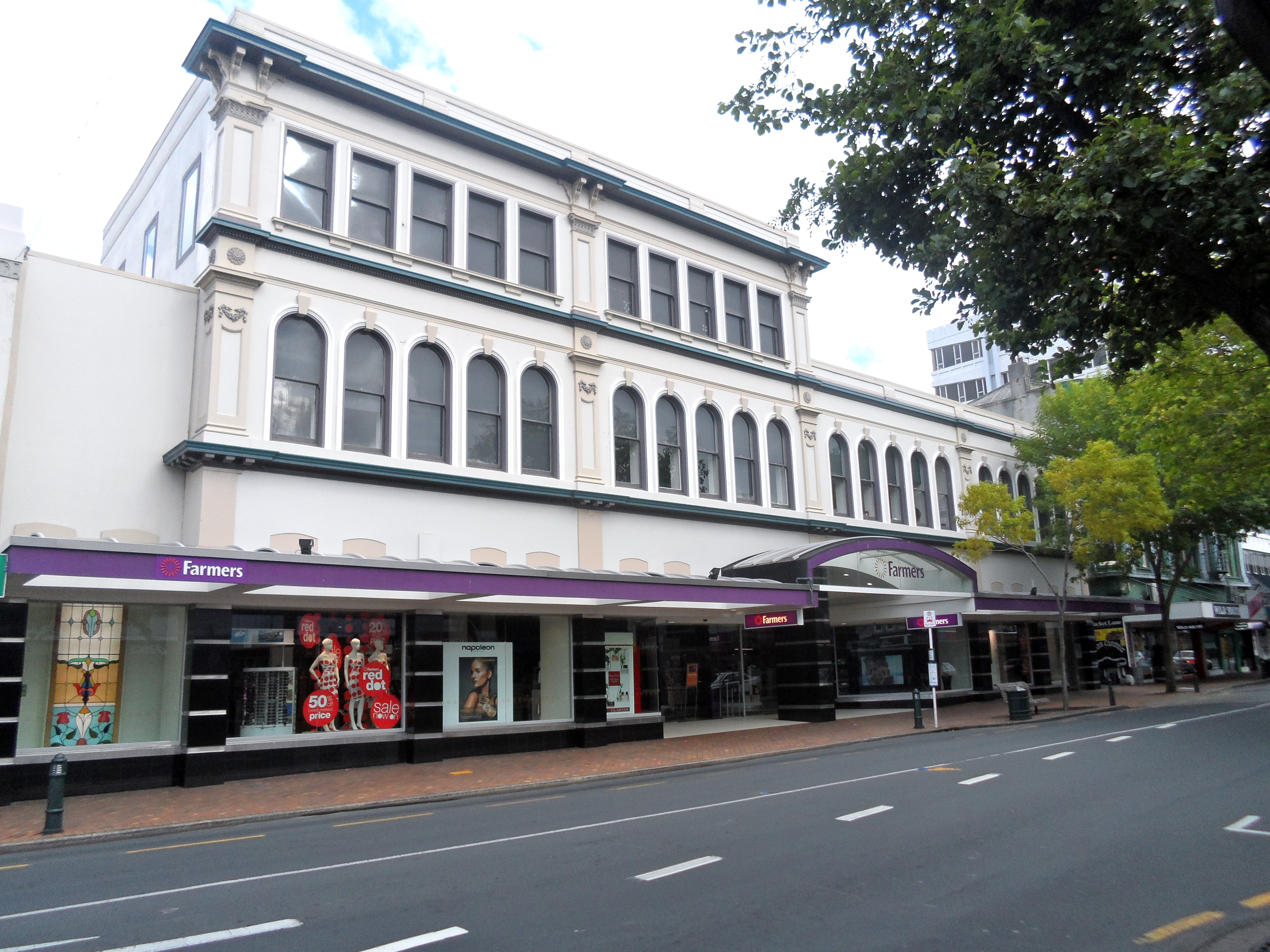
Farmers Dunedin
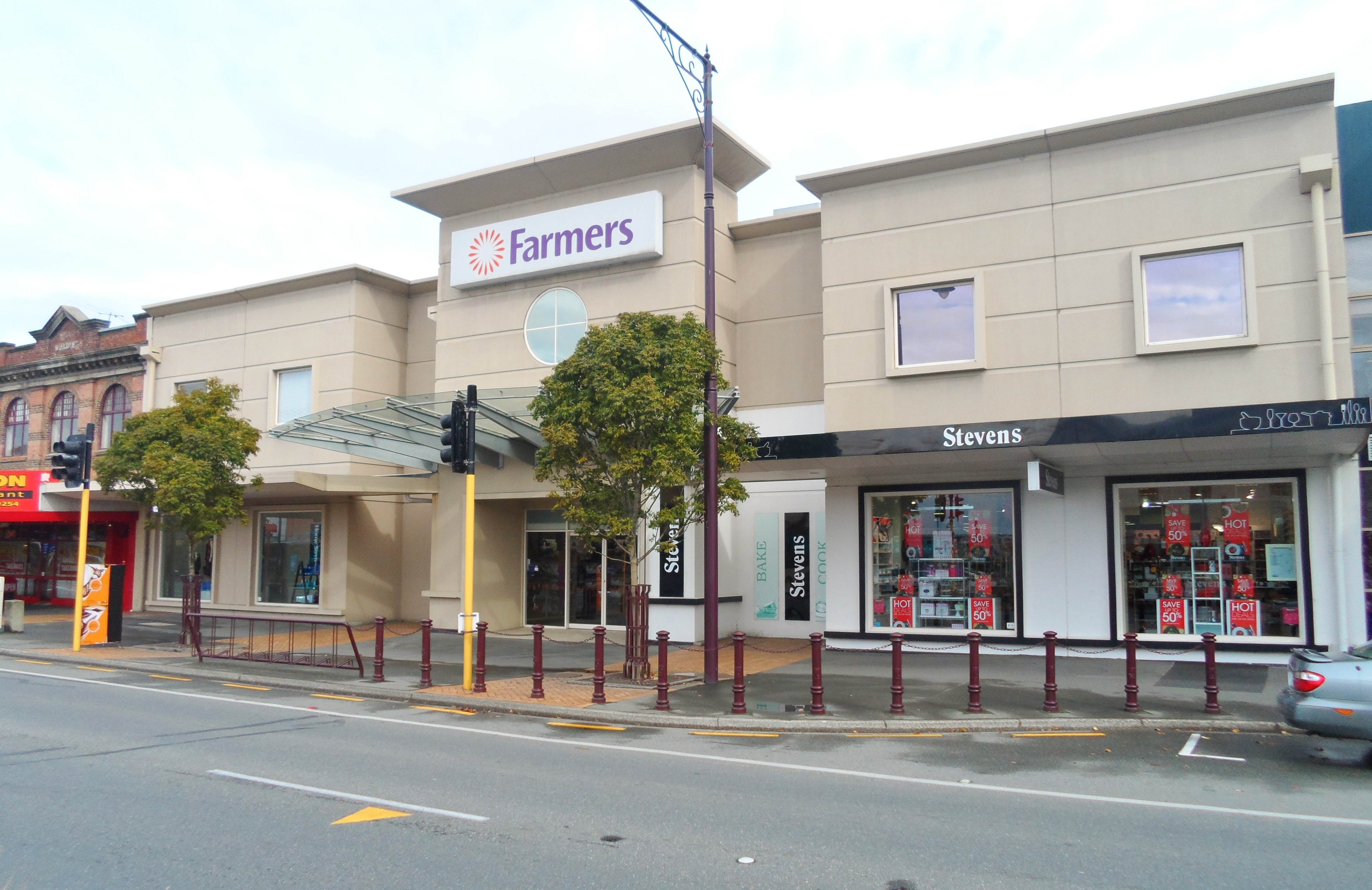
Farmers Invercargill (nu verplaatst)
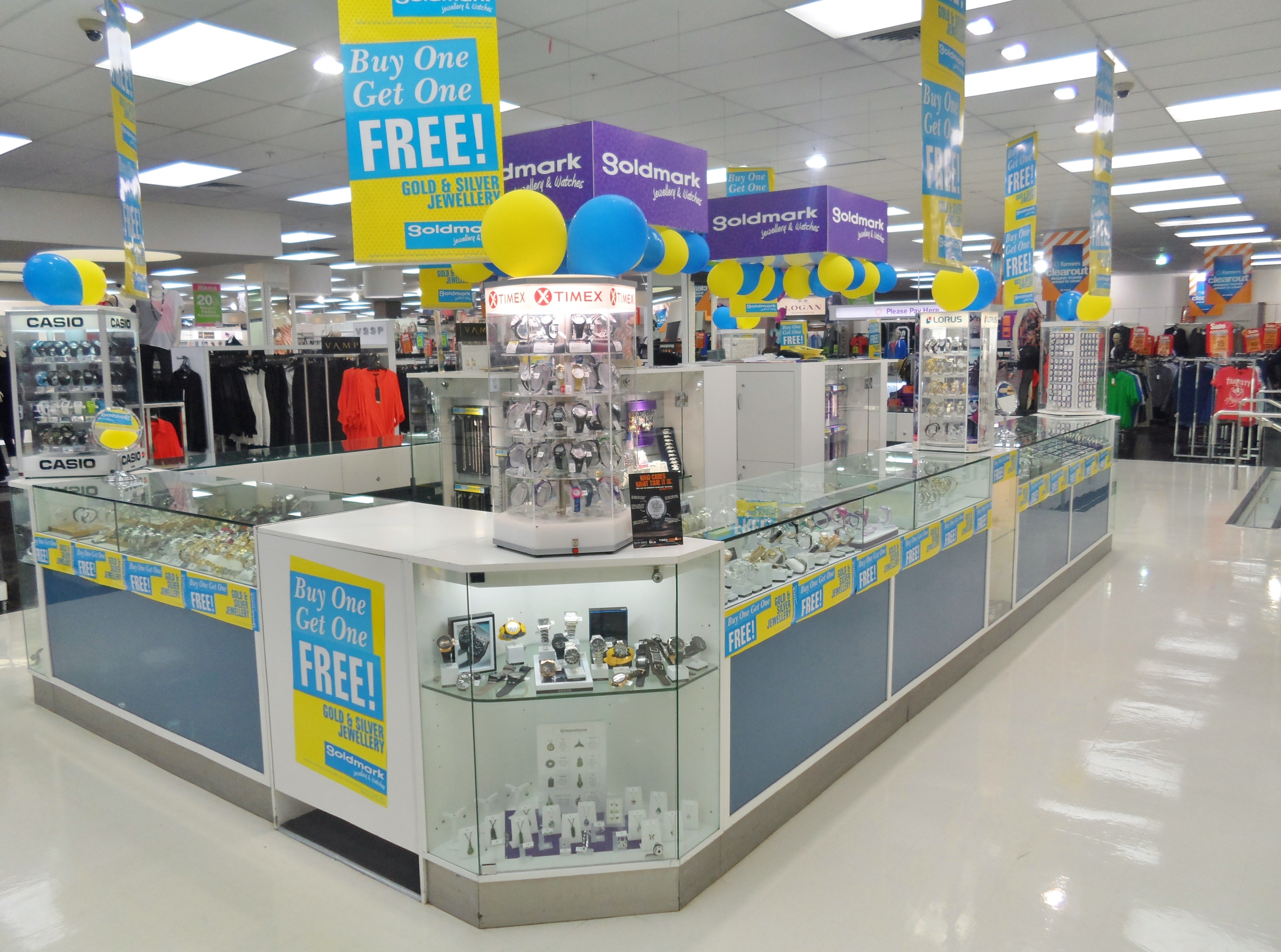
Goldmark binnen Farmers Dunedin
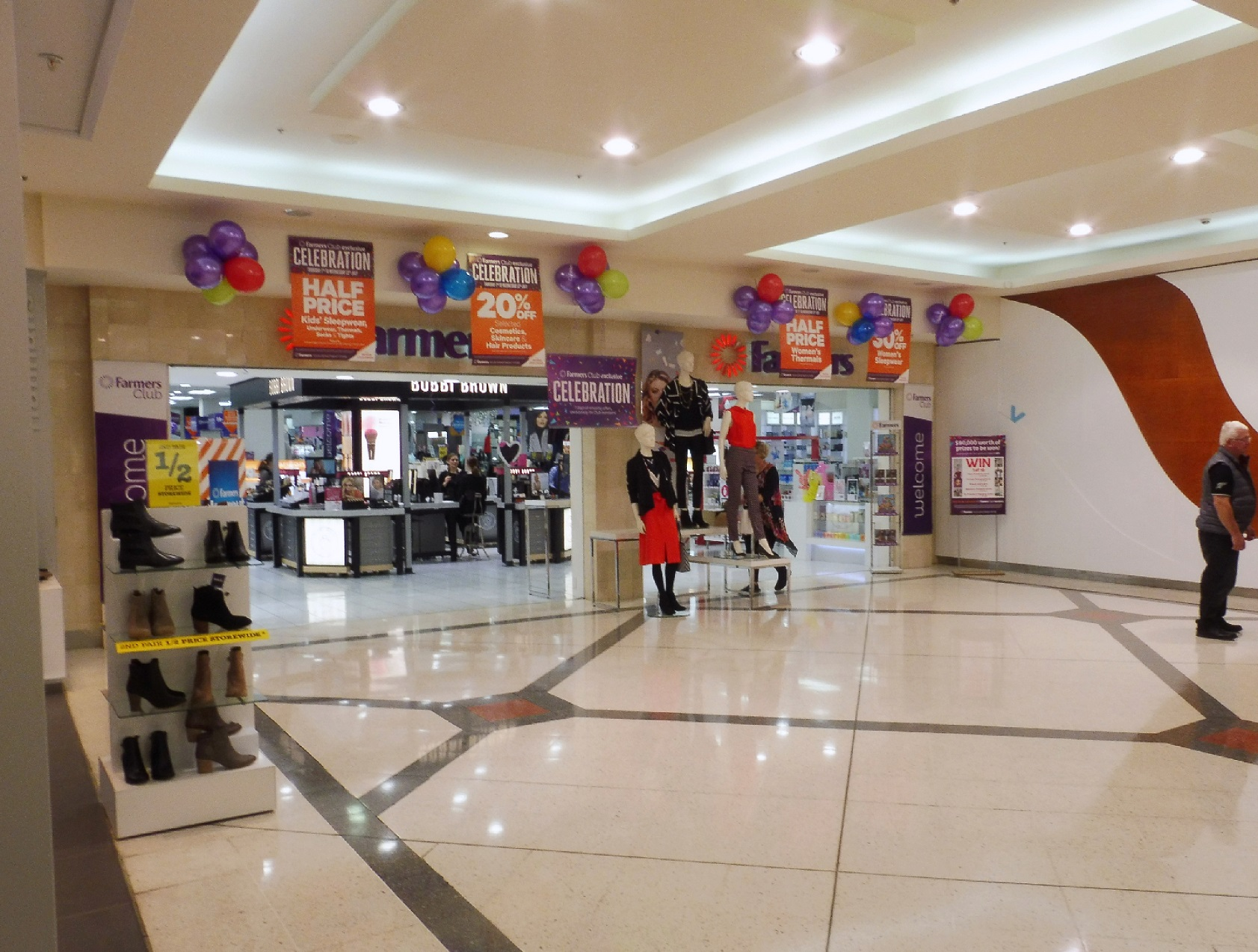
Farmers in Westfield Riccarton
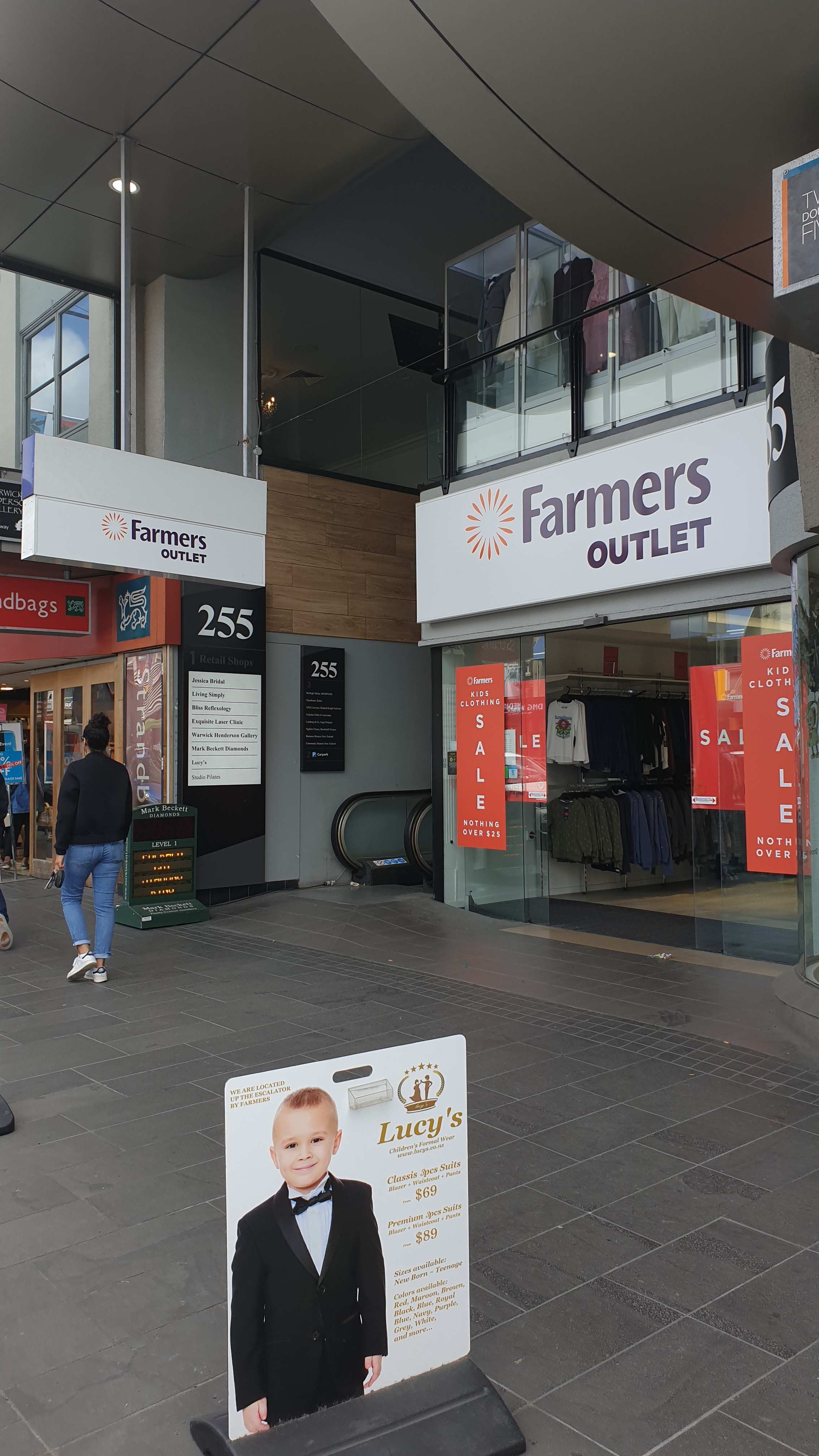
Farmers Outlet-winkel in Newmarket, Auckland (nu gesloten)